# De stuivende stad
 De stuivende stad is een stripverhaal uit de reeks van Suske en Wiske. Het is geschreven door Peter Van Gucht en getekend door Luc Morjaeu. De eerste albumuitgave was op 2 oktober 2010.

## Personages
In het album spelen de volgende personages mee:
- Suske, Wiske (met Schanulleke), tante Sidonia, Lambik, Jerom, Roland, Frank, Koen, Lange Wapper, verhuizers, Kludde, de Zwarte Madam, bewaker, Sus Antigoon, de Drei Absjards (Zwans, Stoef en Goesting; tuinmannen die de wortels van Antwerpen verzorgen).

## Locaties
Dit verhaal speelt zich af op de volgende locaties:
- België, Antwerpen, huis van tante Sidonia, de Schelde, appartement aan linkeroever van de Schelde, de Grote Markt, kathedraal, Mayer Vandenberghmuseum, Boerentoren, het Steen, dierentuin (zjollezjie), sauna.

## Het verhaal
Drie mannen lopen 's nachts door Antwerpen, een van hen is kortgeleden naar de Himalaya geweest en heeft stenen meegenomen. Eén steen is ingemetseld in een kasseisteen en wordt op de Grote Markt ingelegd, om de stad te beschermen. Dit wordt echter gezien door een duister figuur. Lambik gaat langs bij tante Sidonia, hij heeft besloten mee te doen aan de verkiezingen met zijn partij Lambik Aan de Macht Bij Iedere Kiezing (L.A.M.B.I.K.). Suske en Wiske willen hem helpen met de campagne, om zo ook een oogje in het zeil te kunnen houden.
Lange Wapper werkt bij verhuisfirma Van Iernorgiengder en gaat langs bij Kludde, die een winkel met vis en zeevruchten heeft. Hij heeft een sms van de Zwarte Madam gekregen en beide gaan 's avonds bij haar langs in haar appartementje op de Linkeroever. Sinds Sus Antigoon haar hoed heeft afgenomen is ze haar toverkracht kwijt. Ze wil wraak en vertelt dat ze gezien heeft hoe een steen is ingelegd op de Grote Markt. Ze kan deze steen met behulp van een toverdrank omtoveren tot een bergboon. 's Nachts giet het gezelschap de toverdrank op de Himalayasteen en de volgende dag blijkt de steen te zijn gegroeid tot een rots. Suske, Wiske en tante Sidonia zien het nieuws hierover op tv en Jerom is gevraagd de steen te verwijderen.
De steen groeit echter meteen weer aan en blijkt nog groter te zijn dan daarvoor. Al snel is de rots groter dan de kathedraal en de bevolking trekt in paniek weg. Lambik houdt een speech en gaat daarna naar het café om contact met de gewone man te onderhouden. Suske en Wiske gaan affiches plakken in de stad en zien de Zwarte Madam met haar kompanen en horen haar plan om haar hoed terug te vinden. Ze gaan naar het Mayer Vandenberghmuseum om naar het schilderij te gaan dat Suske van zijn voorouder kreeg. Het gezelschap van de Zwarte Madam volgt het duo en de Zwarte Madam verandert zichzelf in een zwarte kat. Suske en Wiske ontdekken dat het schilderij in de kelder is gezet, omdat de nachtwaker het 's nachts hoorde snurken.
Suske en Wiske maken Sus Antigoon wakker en hij vertelt dat de Raad van Spoken hem opdracht gaf de toverhoed af te nemen na de laatste wandaden van de Zwarte Madam. Hij vloog over de stad, maar toen het spookuur voorbij was, verdween hij en de hoed dwarrelde naar beneden nabij de Boerentoren. Het gezelschap merkt dat ze worden afgeluisterd door de Zwarte Madam en ze gaan snel op zoek naar de hoed. De kwelgeesten komen ook bij de Boerentoren en de Zwarte Madam maakt de fles van Sus Antigoon kapot. Hij vertelt Suske dat hij een speciale fles nodig heeft, maar deze wordt al honderden jaren niet meer gemaakt. Ook vertelt hij dat de klok van de kathedraal magische krachten heeft, ze kan de tijd beïnvloeden. Suske moet de wijzers terugdraaien om terug te keren naar het moment dat de steen in de Grote Markt betoverd werd. Suske en Wiske halen Jerom om de berg te beklimmen. De Zwarte Madam luistert het gezelschap af met haar glazen bol. Ze komt er zo achter dat Wiske haar toverhoed al heeft gevonden en het gezelschap volgt de vrienden, maar ze kunnen de hoed niet te pakken krijgen.
Dan gaat de Zwarte Madam naar de Drei Absjards en vertelt dat Suske en Wiske de stad willen vernielen. Ze luisteren alleen naar een echte Antwerpenaar en Lambik wordt gehaald. De Zwarte Madam belooft hem dat hij burgemeester zal worden en Kludde en Lange Wapper worden zijn schepenen. De Absjards worden op Jerom afgestuurd en een gevecht begint. Suske beklimt de toren van de kathedraal, maar wordt door Lange Wapper tegengehouden. Wiske geeft de hoed om Suske te redden. Jerom legt uit dat de Zwarte Madam en haar gezelschap de berg juist hebben laten ontstaan en ook Lambik komt erachter dat de toverkol niet te vertrouwen is. De absjards en Lambik worden naar de kerker van het Steen getoverd. Suske en Wiske beklimmen opnieuw de toren en de Zwarte Madam vliegt met een stofzuiger naar het duo. Jerom wordt naar de dierentuin getoverd en wordt aangevallen door een aap en een leeuw, maar wint de gevechten.
Lambik en de absjards ontsnappen uit het Steen en Lambik vliegt met de bezem van de Zwarte Madam naar de kathedraal. Wiske wordt door de Zwarte Madam in een beeld omgetoverd en Jerom vecht in de dierentuin met een nijlpaard. Lambik wordt omgetoverd in een olifant en een vogel, maar hij kan de hoed van de Zwarte Madam afpakken. Beide storten neer en Lambik vindt later een speciale fles, die Sus Antigoon nodig heeft. Lambik opent de fles en Sus Antigoon verschijnt opnieuw, hij maakt de fles vast aan zijn ketting. Jerom probeert samen met de absjards de wortels van Antwerpen te beschermen, maar de berg lijkt te winnen. Samen met Suske draait Sus Antigoon de wijzers van de kathedraal terug en op deze manier wordt de tijd terug gedraaid. De Zwarte Madam, Kludde en Lange Wapper gaan naar de Grote Markt en gieten een toverdrank op een kassei. Sus Antigoon verschijnt en drinkt de drank op, waarna hij het gezelschap wegstuurt. Hij giet wat van de Château de Migraine du Vinaigre over de steen, wat een ondoordringbare beschermlaag vormt.

## Trivia
In dit album draait Suske met behulp van de klok van de kathedraal van Antwerpen de tijd terug naar het moment waarop de steen op de Grote Markt werd betoverd om zo alles ongedaan te maken. Dit is vergelijkbaar met de functie Systeemherstel van een computer. Hiermee kan men zijn computer ook terugdraaien naar een eerder tijdstip als deze problemen vertoont.